# フェアリー ソードフィッシュ
フェアリー ソードフィッシュ
ダックスフォード 2002 航空ショーにて
- 用途：雷撃機
- 製造者：フェアリー社
- 運用者：
  -  イギリス（海軍(艦隊航空隊)、空軍）
  -  カナダ（カナダ空軍）
  -  オランダ（オランダ海軍）
- 初飛行：1934年4月17日
- 生産数：2,400機
- 運用開始：1936年
- 退役：1945年5月21日

フェアリー ソードフィッシュ（Fairey Swordfish）は、イギリスの航空機メーカーであるフェアリー社が開発し、イギリス海軍航空隊によって使用された三座複葉の雷撃機である。基本性能こそ低かったものの、信頼性・操縦性・汎用性に優れ、複葉機時代の最後を飾った非全金属製軍用機の傑作。ソードフィッシュの意味は、魚類のメカジキから。

## 開発
1930年、フェアリー社はギリシャ海軍向けに試作機PVを自主開発した。イギリス国防省は試作機のエンジン、アームストロング・シドレー パンサーをブリストル ペガサスへ換装して雷撃・観測・偵察をなすTSR Mk Iと命名した。1933年7月に初飛行したが、1933年9月に失われた。イギリス国防省は新たな仕様書を作成し、複座雷撃機と三座偵察機の開発を求めた。この要求にフェアリー社はTSR.Iを改良してTSR.IIを開発した。1934年4月17日に初飛行し、ソードフィッシュと命名された。

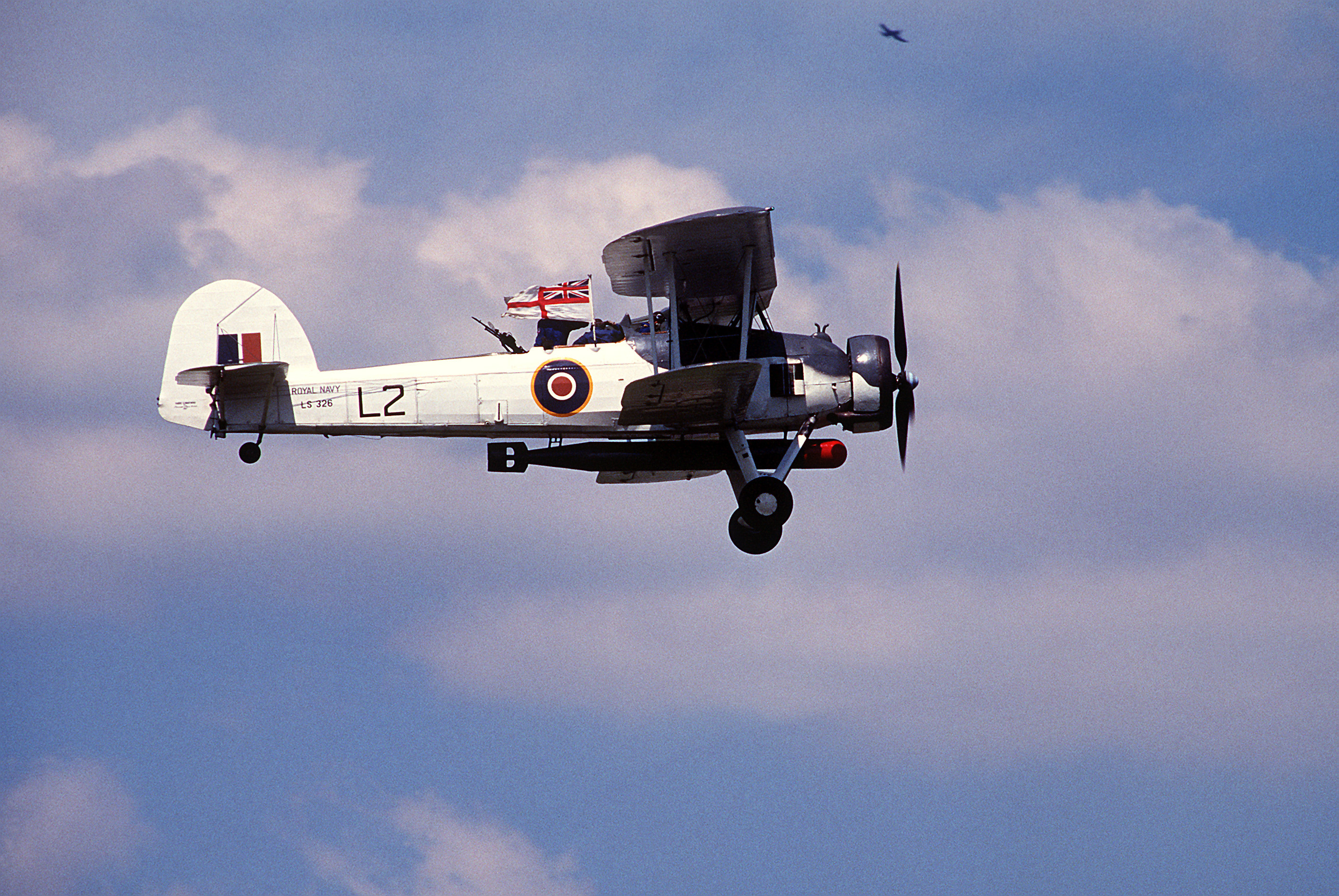
ソードフィッシュ Mk II

1935年にイギリス海軍が採用し、1936年に空母「グローリアス」に配備された。1939年にはイギリス空軍もソードフィッシュを試験し、シンガポールへ派遣した。
また、1937年には後継機として同じくフェアリー社が開発したフェアリー アルバコアが配備されはじめたが、アルバコアの性能向上幅は不十分で実用上はソードフィッシュと変わらず、それでいてタウラスエンジンの信頼性も低かったためソードフィッシュの生産は続行された。1940年前半からソードフィッシュの生産は、フェアリー社からブラックバーン社に移った。
1940年10月からソードフィッシュへ対潜レーダーの装備が開始された。1941年12月21日にソードフィッシュは夜間にUボートを沈め、世界で初めて潜水艦を夜間に撃沈する例となった。1943年にブラックバーン社はMk Iの生産を終え、ペガサスエンジンを換装したMk IIの生産を開始した。1943年5月23日、ソードフィッシュはロケット弾攻撃でUボートの撃沈に成功した。
1945年初期にはまだ、ソードフィッシュで編成された部隊が9個部隊あり、最後の部隊である第836飛行中隊は、5月21日に解散した。

## 戦歴
1939年からソードフィッシュは正規空母に搭載され、本格的な運用がなされた。1940年11月にはイタリア海軍の要港であるタラントを夜襲し、イタリア艦隊に重大な損害を与えた（タラント空襲）。1941年5月の「ビスマルク」追撃戦では「アークロイヤル」搭載のソードフィッシュが「ビスマルク」に対して雷撃を敢行し、操舵装置に損傷を与え、「ビスマルク」撃沈に一役かった。また、鋼管に布を張った機体構造は外皮に穴が空いても機体の強度低下を招かない事から空中分解しづらく、「ビスマルク」との戦いにおいてスォントン中尉機が175箇所も被弾しながら無事に帰還するなど、極めて頑丈な一面も持つ。
1942年2月のツェルベルス作戦でドーバー海峡を突破しようとするドイツ艦艇を阻止するために出撃した第825飛行隊のソードフィッシュ6機は、ドイツ戦闘機の迎撃と艦載対空砲により全滅した。その後、雷撃任務は後継のフェアリー バラクーダやグラマン アヴェンジャーにゆずり、ソードフィッシュは大西洋やバレンツ海で護衛空母に搭載されてUボート狩りに使用された。また、太平洋戦争でも序盤において使用されたが、護衛を受けずに出撃したため、航続距離が長く軽快な日本戦闘機の攻撃により戦果を挙げることなく壊滅することがあった。

## 評価

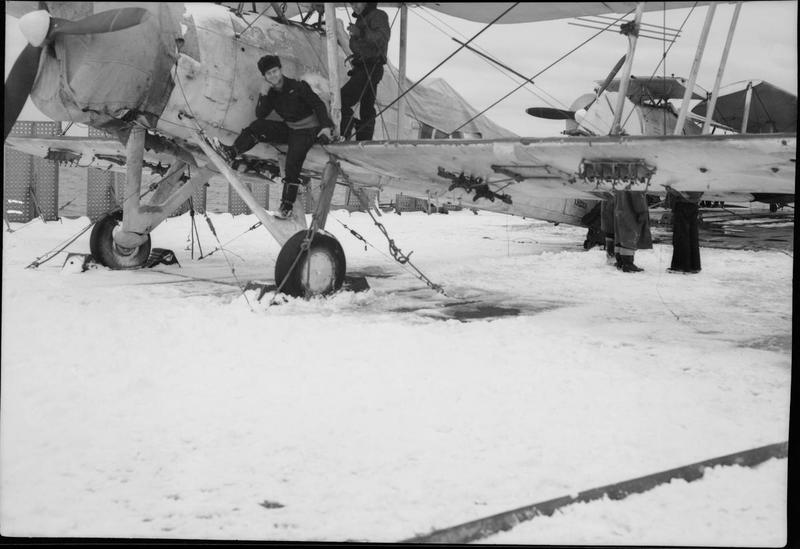
MACシップの飛行甲板上に係止されているソードフィッシュ

本機にパイロット達が与えた有名なあだ名に、ストリングバッグ（網袋）というものがある。その由来については、空中戦以外は何でも出来る汎用性＝使い勝手の良さを、何でも入る買い物袋に例えたという説と、帆布張りで張線が張り巡らされていることから、という説がある。ソードフィッシュが採用された時点で、航空業界には全金属・単葉の機体が普及しつつあったが、艦載機の分野では、まだ保守的な設計が主流であり、ソードフィッシュにも実用性を第一とし実績のある複葉と鋼管骨組み羽布張りが採用された。
ソードフィッシュは当時としては旧式である複葉機であり、同時代の最新鋭機に比べ低性能ではあったが、第二次世界大戦のヨーロッパ方面の戦闘に於いてそれなりに活躍する事が出来た。それはドイツやイタリアなどの欧州方面枢軸国が洋上作戦を展開するための航空母艦などの航空兵力を保持し得なかったことと、艦隊決戦よりもシーレーン防衛を重視したイギリス海軍の戦略によるところが大きい。
しかし、正規空母の装備が、後継の雷撃機と入れ替わるに連れ、夜間攻撃や対潜哨戒などの任務に充てられるようになると、本来の優れた汎用性と離着艦性能、レーダーやロケット弾等の新兵器の導入と相まって、他の艦上攻撃機では真似のできないような活躍を見せた。
例えば、急降下爆撃が可能であったのは、TBF アヴェンジャーより前の艦上雷撃機では本機だけであったし、時化の多い大西洋では、本機以外の艦上機が全て発艦不能になるような事態も多かった。極めて低速で飛行甲板の短いMACシップを成立させたのも本機の存在があればこそであった。また、ツェルベルス作戦の迎撃では負の要素としかならなかった低性能も、長時間にわたって低速で飛行する必要がある対潜哨戒任務では、搭乗員に負担をかけない操縦の容易さと相まって有利な要素となった。このような能力を活かし、ソードフィッシュは終戦まで第一線で活躍し続けた。
本機は、低速ながら極めて運動性が良く、その旋回には、並みの戦闘機ではとても追随できなかった。仮に背後についても、あまりに低速であったため、フラップを最大にし、脚を下ろした失速ぎりぎりの状態で攻撃せねばならず、逆に失速して墜落する機が後を絶たなかった。たとえ高速による一撃離脱攻撃を行っても、エンジンや操縦席などの重要部に被弾しない限り、飛び続けるので厄介だった。「戦艦ビスマルク」を攻撃した際には、攻撃機の進入速度に合わせて砲弾が至近距離で炸裂する当時最新式の対空砲の迎撃を受けた。ところが、ソードフィッシュの進入速度が対空砲の入力下限をさらに下回る低速だったため、「ビスマルク」の放った対空砲弾のほとんどはソードフィッシュのはるか前方で炸裂した。結局、この低速が幸いしてソードフィッシュ隊は魚雷攻撃でビスマルクの舵を破壊する致命傷を与えたうえ全機無事に帰還することができた。
本機の特徴として、前述の運動性の他に、ペガサスエンジンの稼働率の高さから来る抜群の信頼性と、素直な飛行特性、そして操縦性の良さがあった。練習機タイガー・モスよりもさらに操縦が容易と言われ、新米パイロットでも意のままに振り回すことが出来た。しかも、並みの航空機なら墜落してしまうような無茶な操縦をしても、平然と飛び続けることが出来た。カタログ・データには表れぬこの稀有な特質こそが、本機に多くの戦功を与えたのだと言っても、決して間違いではない。
ソードフィッシュ以降、イギリス海軍は後継雷撃機の独自開発を行い、フェアリー アルバコア、フェアリー バラクーダ等を送り出すが、どの機体もソードフィッシュに比べ評価が低く、ソードフィッシュ以上の評価を得たイギリス製雷撃機は現れず終いとなってしまった。一部部隊では、アルバコアの受領後にソードフィッシュに戻った部隊もあった。
本機は、有名な機体でありながら外見に目立つ特徴が無く、航空機に詳しい者でも、他の複葉機との区別が難しい。唯一明確な識別点が、前部胴体右側面のオイルクーラーである。

## 派生型
フロートを装着した水上機型もあった。
TSR.1
原型機。
TSR.2
原型機。TSR.1を改良。
Mk.I
量産型。
Mk.II
金属の防護板を採用し、3インチロケット弾の搭載も可能。1943年より製造。
Mk.III
レーダーを搭載し、高い索敵性能を誇る。
Mk.IV
操縦席を密閉型にしたもの。

## 仕様 (Mk II)
出典: Fleet Air Arm Archive, Air Vectors, The Spitfire Emporium
諸元
- 乗員: 3名
- 全長: 11.22 m
- 全高: 3.8 m
- 翼幅: 13.9 m
- 翼面積: 56.39 m2
- 空虚重量: 2,130 kg
- 最大離陸重量: 3,406 kg
- 動力: ブリストル ペガサス Mk. XXX 空冷星型９気筒レシプロエンジン、560 kW （750 hp）   × 1

性能
- 最大速度: 222 km/h
- 巡航速度: 167 km/h から 207 km/h
- 失速速度: 107 km/h
- フェリー飛行時航続距離: 1,658 km
- 航続距離: 880 km
- 実用上昇限度: 3,260 m

武装

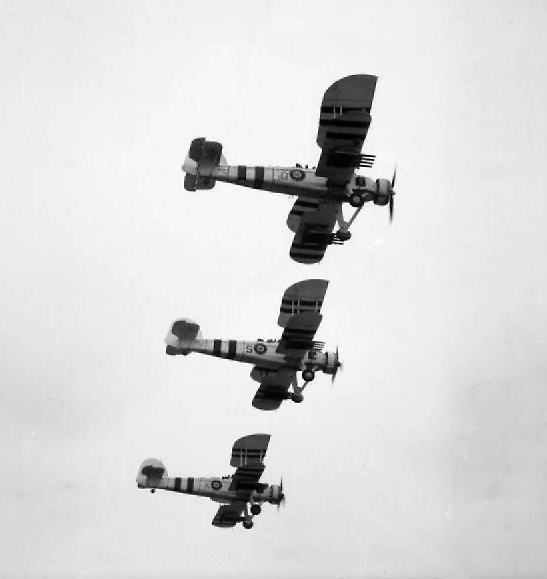
ノルマンディー上陸作戦に備えてロケット弾を装備した訓練飛行隊のソードフィッシュ。

- 固定武装：7,7 mm 機関銃 2門（機首固定１，後部旋回１）
- 搭載量： 680 kg（魚雷、250ポンド爆弾2発、500ポンド爆弾2発、Mk. VII 爆雷、60ポンド ロケット弾8発）

## 登場作品

### 漫画
『メカジキ飛んだ!!』
正式には「ソードフィッシュ奮戦記」の副題が付く。スオミフム原作による32ページの短編作品。戦歴でも触れているツェルベルス作戦を描いている。日本出版社刊「トリップ・トラップ・トルーパー」巻末に収録。

### アニメ
『ストライクウィッチーズ』
第1期第11・12話でシャーロットとフランチェスカが搭乗する。元々は廃棄された機体をシャーロットが連絡機として使う名目で入手し、整備士たちと共に自分でレストアした上で私物にしてしまったという設定。このため武装や雷撃機構はオミットされているが、代わりに航続距離を伸ばす改造がされている。

### ゲーム
『P-47 ACES』
4種類の自機のうちの1機種として登場。
『War Thunder』
イギリス空軍ツリーRank1の爆撃機として「Swordfish Mk.I」が使用可能。また1.97(1.95)アップデートでMk.2も追加された。
『艦隊これくしょん -艦これ-』
艦載機として、「Swordfish」、「Swordfish Mk.II(熟練)」、「Swordfish Mk.III(熟練)」、「Swordfish Mk.II改(水偵型)」、「Swordfish(水上機型)」、「Swordfish Mk.III改(水上機型)」、「Swordfish Mk.III改(水上機型/熟練)」が登場。一部の機体はスウェーデン軍仕様の塗装となっている。
『アズールレーン』
イギリスをモチーフとした国家「ロイヤル」の攻撃機か、エース機「ソードフィッシュ(818中隊)」が登場する。
『鋼鉄の咆哮シリーズ』
生産国でイギリスを選んだ場合、艦載機として攻撃機「ソードフィッシュ」がゲーム開始直後から使用可能。特に史実に沿った作戦が多く存在するWindows版「鋼鉄の咆哮2 ウォーシップコマンダー」では、イギリス艦隊が登場するステージでは大量のソードフィッシュが飛来する。
『ソニックウィングス3』
8種類から選べる自機のうちイギリスのエレン＆シンシアの搭乗機として登場。史実通り移動速度がかなり遅い。